# Telart Elettronica
La Telart Elettronica s.p.a. è stata un'impresa italiana produttrice di elettronica di consumo, in particolare nel settore degli apparecchi telefonici. Il suo primo logo era costituito dalla stilizzazione della visione frontale di un telefono domestico, con la cornetta che riproduceva, in nero, la lettera T maiuscola, sovrastante il corpo, sempre nero, che conteneva la lettera A, maiuscola, in rosso. Il tutto, sopra la scritta TELART Viareggio. Successivamente, il logo fu affiancato da un nuovo marchio, composto dalla scritta telart, maiuscola, con lettere bianche inserite in rettangoli neri, sulla scritta nera maiuscola elettronica s.p.a. Quest'ultimo marchio divenne definitivo, fino alla cessazione delle attività.

## Storia
Fondata nel 1975 a Viareggio come Telart,  la società venne presto ridenominata Telart elettronica s.p.a. e la sede delocalizzata a Massarosa, in provincia di Lucca, in via di Montramito. La sua missione aziendale era essenzialmente quella di progettare e commercializzare apparecchi telefonici domestici, ripensandone la linea per renderli oggetti di design. La sua peculiarità fu quella di utilizzare - fin dall'inizio - anche schede elettroniche progettate ed assemblate altrove, in collaborazione con costruttori orientali, potendo così dedicarsi soprattutto alla parte estetica del progetto, vestendo poi i telefoni con involucri dai materiali, colori e forme estremamente particolari.
Iniziò la propria produzione di telefoni a disco e a tastiera in plastica nel 1976 affiancando, dopo breve tempo, al catalogo, una serie di apparecchi che riprendevano , in ottica kitsch e pop, apparecchi classici, con l'utilizzo di materiali caratteristici del luogo di produzione: marmo, onice, pellami vari, placcati oro, e con nomi particolari (ufo, belle epoque, altai, bell, dada). Ogni modello era disponibile in diversi abbinamenti di materiale/colore, ed erano concepiti soprattutto per l'esportazione, quindi con le lettere abbinate ad ogni numero del disco.
A partire dagli anni ottanta l'azienda si dedicò anche alla produzione di apparecchi business, centralini, e da ufficio, con la particolarità di ideare prodotti che unissero diverse funzioni. Oltre a quelle telefoniche, erano infatti disponibili sul dispositivo le prime rubriche elettroniche, ed addirittura calcolatrici separabili dal telefono; è il caso dello stempo-phone, con annesso calcolatore nentone 842.
Nonostante l'attività di brevettazione, anche in cooperazione con partner internazionali proseguisse, la globalizzazione del mercato e le dimensioni dell'azienda non ne permisero la sopravvivenza, portando alla cessazione di ogni attività nella metà degli anni ottanta. Il suo prodotto più diffuso resta un telefono da tavolo, assemblato in diversi colori, sia a disco combinatore che a tastierino, dalla forma romboidale, prodotto dal 1976 in poi.
Ad oggi il marchio risulta non più utilizzato.